# Black Oya
Weldjou Mingue Alain Stéphane, plus connu sous le nom de Black Oya, est un humoriste, animateur, chroniqueur et producteur camerounais.

## Biographie

### Débuts
Né  le 25 avril 1988, Black Oya est originaire de Bare-Bakem, une commune située dans le Moungo, département du Littoral, au Cameroun. Il s’intéresse à l’art humoristique dès ses années d’école primaire et s’y trouve une vocation durant ses études secondaires, à mesure qu’il participe à des spectacles scolaires.  
Il fait ses débuts dans la comédie auprès de son mentor Tagne Condom.

### Carrière
Au début des années 2000, Black Oya est repéré par Tagne Condom qui jouit alors d’une certaine notoriété dans le paysage humoristique camerounais, à travers son duo avec le comédien FingonTralala. Il commence à prester à leur côté dans des cabarets et autres cérémonies privées.
Il réussit ainsi à se faire un nom auprès de ses pairs et lance en 2011 l’initiative caravane de l’humour, qui deviendra plus tard le festival caravane de l'humour. Cet événement annuel réunit principalement des talents comiques connus et en devenir, du Cameroun et d’Afrique, afin de promouvoir l’art et la culture humoristique sur le continent.
À partir de 2018, il se produit régulièrement dans diverses web-séries reprises à la télévision, aux côtés de comédiens comme Moustik le charismatique, ainsi que Fingon Tralala et son écurie. Ils collaborent notamment dans des projets tels que "Tour de ville", "Clinique Sauve Qui Peut" ou encore "les Aventures de Fingon".
Dans la foulée, Black Oya porte ses propres projets sur la toile, notamment à travers sa chaîne Youtube où les internautes peuvent régulièrement le voir dans des web-séries telles que "les déboires de Black Oya", "Maître Black Oya" ou encore "Black Oya le Phénomène", qui sera d’ailleurs lancée sur Canal2 International, une chaîne de télévision locale.
En 2023, il entreprend d’ouvrir une école de l’art de vivre camerounais, à travers le concept "camerounais c’est un métier". Cette école a pour but d’initier ses apprenants (touristes et autres étrangers au Cameroun) à la culture locale.
En décembre 2023,  il devient chroniqueur dans l'émission "C'Comment", en remplacement de l’humoriste Moussa Jean Kalagan, après avoir présenté pendant plus de quatre ans la chronique "Le Bonjour De Black Oya" au sein de ABK, une radio  locale.

## Récompenses
L’humoriste Black Oya compte plusieurs nominations aux Canal 2or, une cérémonie qui, tous les deux ans, récompense les meilleurs artistes camerounais et africains.

## Œuvres et vidéos

### Web-séries
- Les déboires de Black Oya
- Maître Black Oya
- Black Oya le phénomène[1]

### Chroniques
- Le bonjour de Black Oya[6]